# Museum voor de Oudere Technieken

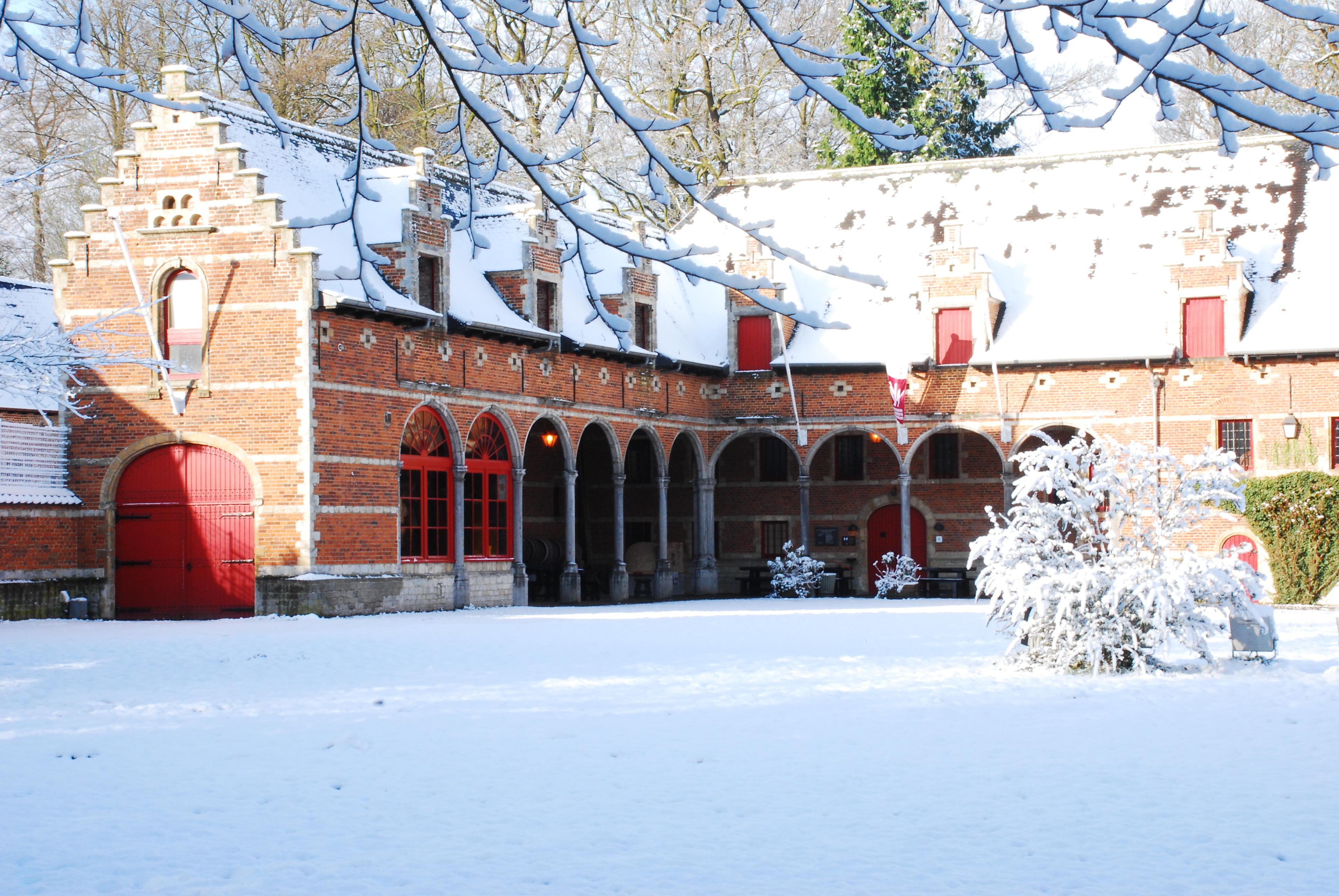
Guldendal in de sneeuw

Het MOT' (Museum voor de Oudere Technieken) is gelegen in het Vlaams-Brabantse Grimbergen. Het museum bewaart een uitgebreide collectie handwerktuigen, technische handboeken en handelscatalogi. Het MOT bestudeert de geschiedenis van de technieken, meer bepaald de natuurlijke aandrijving. Het onderwerp beperkt zich tot datgene wat aangedreven wordt door spierkracht, water en wind.
Het bestuursorgaan van het MOT is de vzw Heemschut, dat sinds 2013 een Extern Verzelfstandigd Agentschap is van de gemeente Grimbergen.

## Geschiedenis
Het MOT werd door conservator Johan David opgericht in 1982 tijdens het bestuur van burgemeester Jos Mensalt. De gemeente Grimbergen stelde daarvoor enkele historische gebouwen ter beschikking. In 1983 was er een speciale vermelding van de European Museum of the Year Award en in 1999 kreeg het MOT van de Vlaamse Gemeenschap het label van erkend museum. In 2024 werd het opnieuw erkend.

## Gebouwen
Het hoofdgebouw van het MOT is het Guldendal, gelegen in de schaduw van de ruïne van het Prinsenkasteel. In dit gebouw zijn de administratie en het personeel gehuisvest. Hier bevinden zich ook de bibliotheek, de educatieve dienst en de vergaderzaal.
Daarnaast zijn er de afdelingen Liermolen en Tommenmolen, twee watermolens gelegen op de Maalbeek. De Liermolen is maalvaardig en wordt gebruikt voor maaldemonstraties.

## Missie
Het MOT wil het verleden en het heden van de mens, hier en elders, helpen begrijpen door een realistisch beeld te geven van het ontstaan en de evolutie van de technieken en van de impact ervan op het dagelijks leven en het milieu.

## Galerij

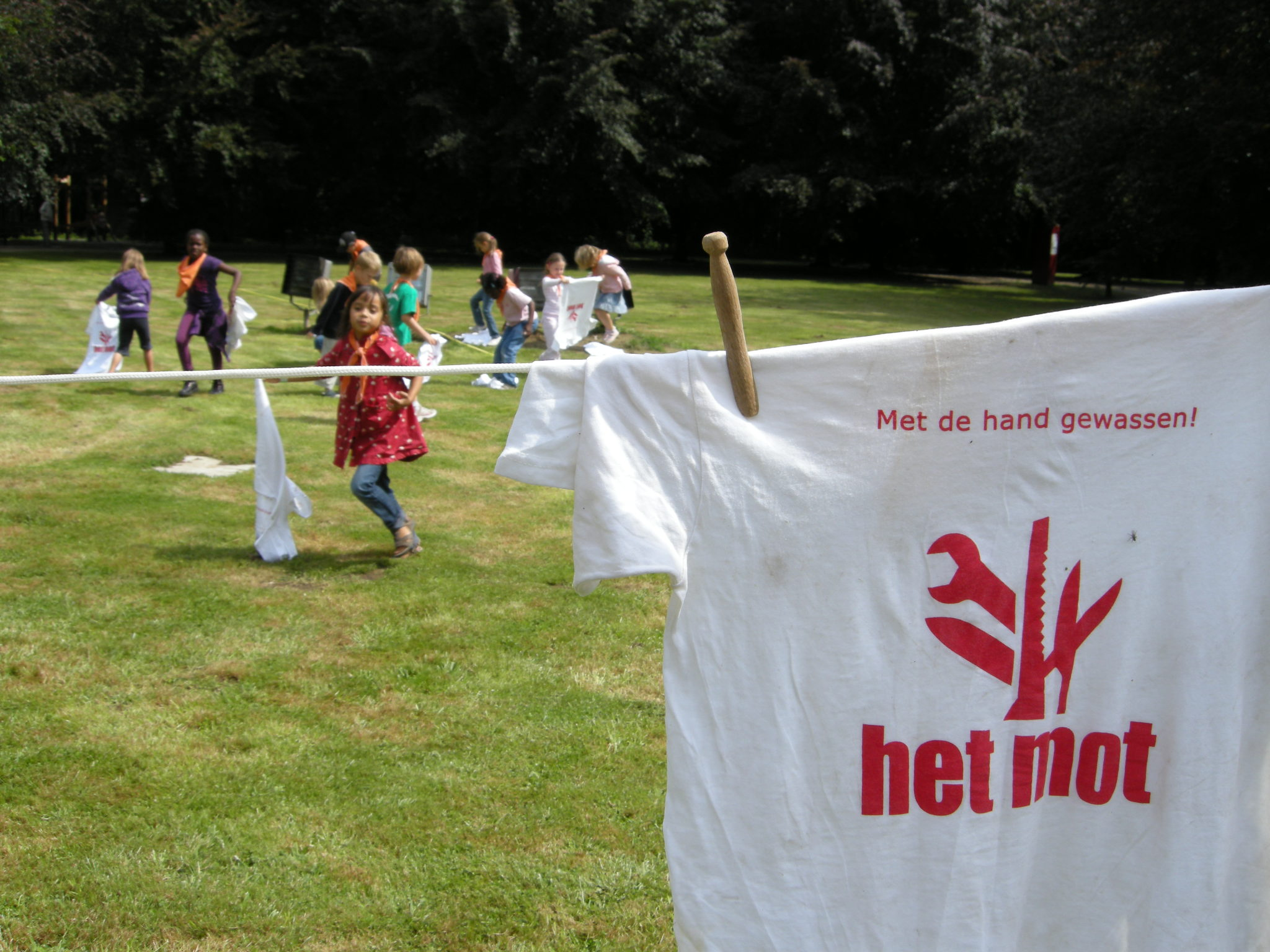
Atelier Wassen
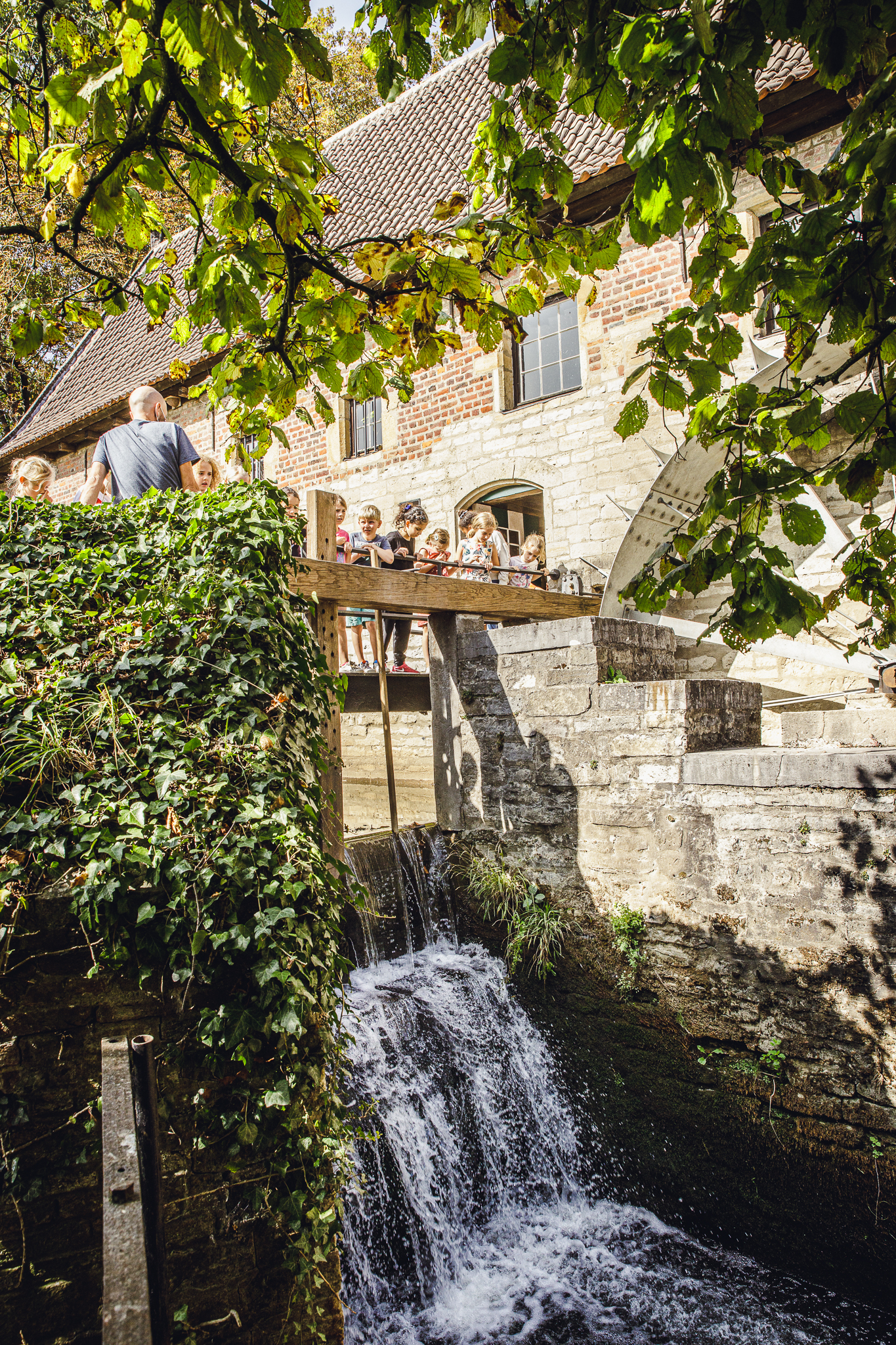
De Liermolen, watermolen van het MOT
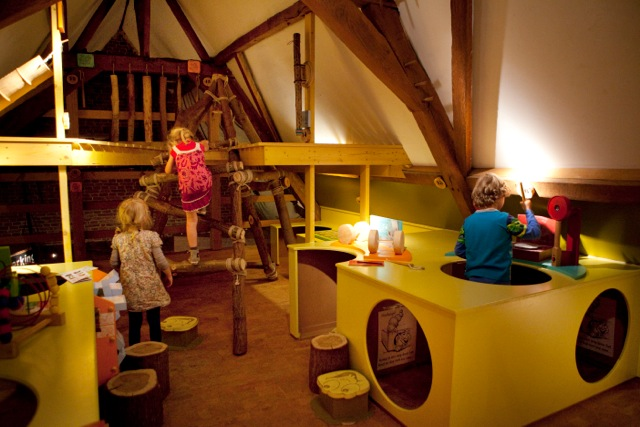
De speelzolder
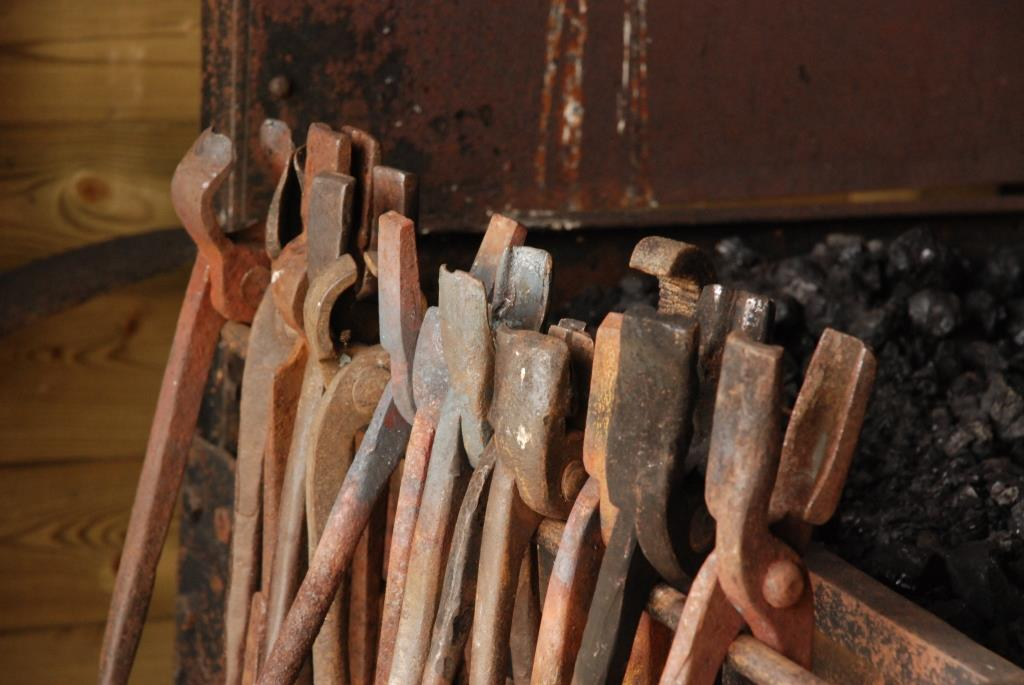
Tangen van de smid